# Kasimir1441
Kasimir1441 (* 2001 in Berlin; bürgerlich Clemens Reichelt) ist ein deutscher Rapper.

## Werdegang
Kasimir1441 kommt aus Berlin-Steglitz und begann mit etwa 13 Jahren mit dem Aufnehmen von Videos. Mit etwa 15 Jahren begann er, Musik unter dem Namen Shor One aufzunehmen und auf Soundcloud zu veröffentlichen. Später lernte er den Rapper Pashanim über Snapchat kennen und begann 2019 bei Bis es klappt Records mit dem professionellen Aufnehmen von Musik. Im Mai 2019 erschien mit Johnny Walker seine erste vollwertige Single inklusive Musikvideo.
Das Video zu KK, das Kasimir1441 beim Rappen zeigt, wurde bis heute über 12 Millionen Mal abgerufen (Stand: Dezember 2022) und sicherte Kasimir1441 den Einstieg in die deutschen Singlecharts. KK erreichte Platz 90 und Kickdown kam auf Platz 100.
Zusammen mit Chapo102 veröffentlichte Kasimir1441 im Oktober 2020 das Album Rotzlöffel. Sein Song Ohne Dich (mit Badmómzjay) wurde im Januar 2021 zu einem Nummer-eins-Hit in Deutschland und konnte sich an dieser Position vier Wochen lang halten. Im März 2022 wurde der Song als erfolgreichstes Werk des Jahres 2021 mit dem Deutschen Musikautorenpreis ausgezeichnet.

## Stil
Kasimir legt auf seinen Tracks Wert auf eine aggressive Vortragsweise. Laut.de beschreibt den Stil seiner Parts als „enthemmt und unnachgiebig.“ Ihm wird eine „Brecheisenstimme“ zugesagt, während sein Stil auch als Mix aus dem „avantgardistischen Sound der Berliner New Wave und hartem, brutal ehrlichem Straßenrap“ beschrieben wird.

## Diskografie
Studioalben

| Jahr | Titel Musiklabel      | Höchstplatzierung, Gesamtwochen, AuszeichnungChartplatzierungen (Jahr, Titel, Musiklabel, Platzierungen, Wochen, Auszeichnungen, Anmerkungen) | Höchstplatzierung, Gesamtwochen, AuszeichnungChartplatzierungen (Jahr, Titel, Musiklabel, Platzierungen, Wochen, Auszeichnungen, Anmerkungen) | Höchstplatzierung, Gesamtwochen, AuszeichnungChartplatzierungen (Jahr, Titel, Musiklabel, Platzierungen, Wochen, Auszeichnungen, Anmerkungen) | Anmerkungen                         |
| Jahr | Titel Musiklabel      | DE | AT | CH | Anmerkungen                         |
| ---- | --------------------- | --- | --- | --- | ----------------------------------- |
| 2021 | Eya Chapter ONE (UMG) | DE5 (3 Wo.)DE | AT13 (1 Wo.)AT | CH61 (1 Wo.)CH | Erstveröffentlichung: 23. Juli 2021 |